# Attalea maripa

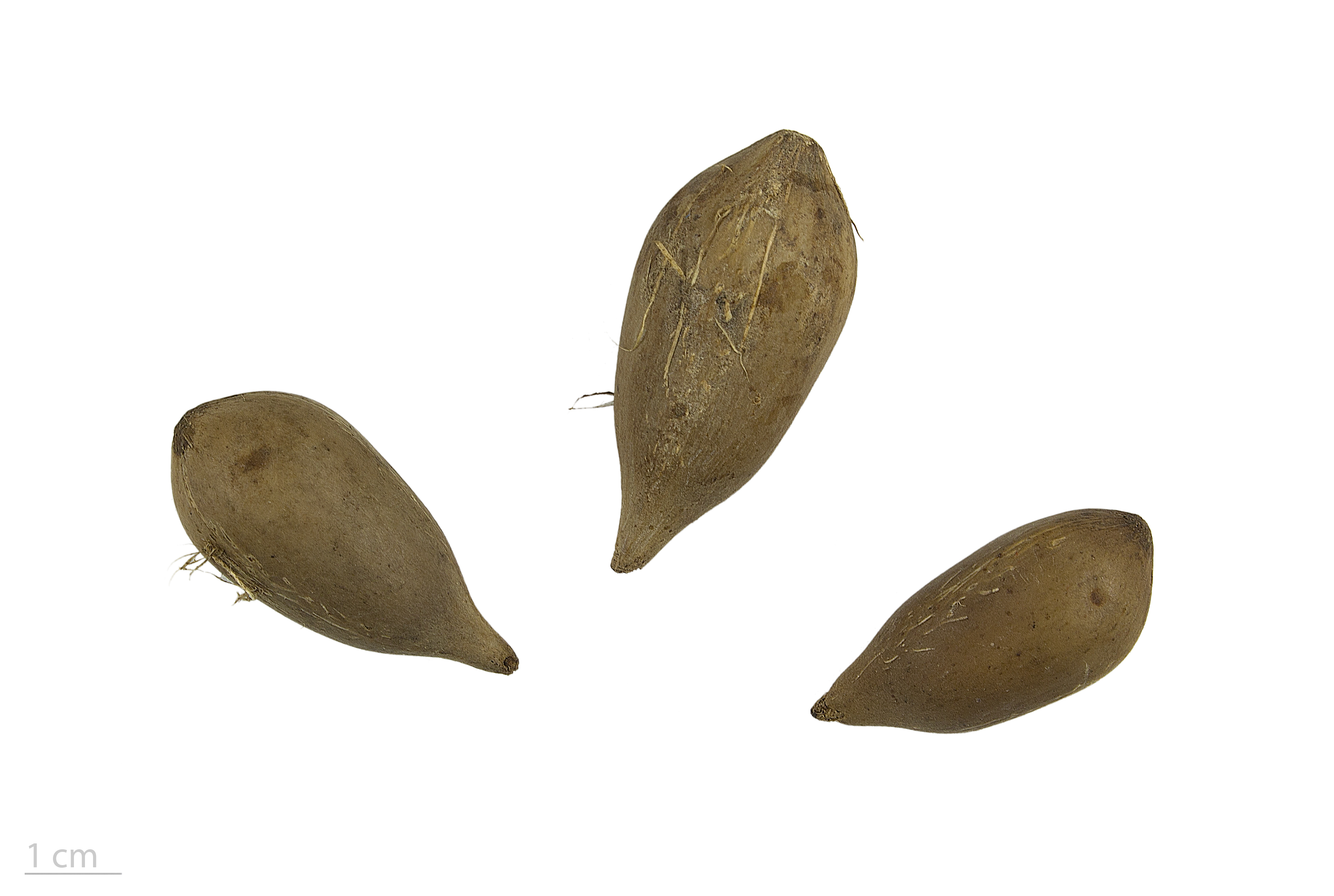
Attalea maripa - MHNT

Attalea maripa, palma maripa, es una especie de planta fanerógama de la familia Arecaceae.

## Hábitat
Es nativa de la selva lluviosa de la cuenca hidrográfica del Amazonas. Se distribuye en el norte de América del Sur en Colombia, Venezuela, Trinidad y Tobago (Caribe), Perú, Guayanas, Ecuador, Bolivia y Brasil.

## Descripción
Tiene un fruto comestible ovoide de color amarillo. tiene hojas compuestas que pueden alcanzar los 10-12 m longitud y una gran inflorescencia interfoliar.
Attalea maripa es una gran palmera que crece de 3,5 a 20 m de altura con tallo columnar de color marrón a grisáceo, de 20 a 33 cm  de diámetro, llegando en ocasiones hasta 10 dm. La corona está formada por 10 a 22 hojas erectas con largos pecíolos de hasta 2 m y raquis de más de 6 m con aproximadamente 200 pinnas de cada lado y orientadas en planos diversos. Inflorescencia masiva con pedúnculo de más de 1 m y bráctea de casi 1 m con raquis de 80 cm. Las flores son de color blancuzco amarillento. Los frutos son grandes, ovoides, prolongados en el ápice y de color marrón o amarillos de 5 a 6,5 cm de largo y 2 a 5 cm de diámetro, con 2 o 3 semillas que son 4 a 6 cm  de largo y 2,5 a 3 cm de diámetro. Puede tener en frutos varios cientos a más de 2000.

## Taxonomía
Attalea maripa  fue descrita por (Aubl.) Mart. y publicado en Historia Naturalis Palmarum 2: 76, pl. 52, 65, f. 1. 1823.
Etimología
Attalea: nombre genérico que conmemora a Atalo III Filometor, rey de Pérgamo en Asia Menor, 138-133 antes de Cristo, que en el ocaso de su vida se interesó por las plantas medicinales.
maripa: epíteto geográfico que alude a su localización en Maripa.
Sinonimia
- Attalea venatorum (Poepp. ex Mart.) Mart.
- Cocos venatorum Poepp. ex Mart.
- Englerophoenix caribaea Kuntze
- Englerophoenix regia Kuntze
- Englerophoenix regia (Mart.) Kuntze
- Ethnora maripa (Mart.) O.F.Cook
- Maximiliana maripa (Aubl.) Drude
- Maximiliana maripa (Corrêa) Drude
- Maximiliana martiana H.Karst.
- Maximiliana regia Mart.
- Maximilliana stenocarpa Burret
- Maximilliana venatorum (Poepp. ex Mart.) H.Wendl. ex Kerch. [8]
- Attalea cryptanthera Wess.Boer
- Attalea macropetala (Burret) Wess.Boer
- Attalea regia (Mart.) Wess.Boer
- Englerophoenix caribaeum (Griseb. & H.Wendl.) Kuntze
- Englerophoenix longirostrata (Barb.Rodr.) Barb.Rodr.
- Englerophoenix maripa (Aubl.) Kuntze
- Maximiliana caribaea Griseb. & H.Wendl.
- Maximiliana elegans H.Karst.
- Maximiliana longirostrata Barb.Rodr.
- Maximiliana macrogyne Burret
- Maximiliana macropetala Burret
- Maximiliana tetrasticha Drude
- Palma maripa Aubl.
- Scheelea maripa (Aubl.) H.Wendl.
- Scheelea tetrasticha (Drude) Burret
- Temenia regia (Mart.) O.F.Cook

## Nombres comunes
- Español:cucurito (Venezuela),cucurita, güichire (Colombia), cusi, huancava (Bolivia), inayuga, incham, shapajilla (Perú), marija, palma real (Colombia), palma maripa[12]